# Hristofor Hubčev
Hristofor Hristoforov Hubčev (in bulgaro Христофор Христофор Хубчев?; 24 novembre 1995) è un ex calciatore bulgaro, di ruolo difensore.

## Carriera

### Club
Ha giocato nella prima divisione bulgara.

### Nazionale
Ha giocato nelle nazionali giovanili bulgare Under-17, Under-19 ed Under-21.